# QED: The Strange Theory of Light and Matter
QED: The Strange Theory of Light and Matter är en bok baserad på fyra föreläsningar om kvantelektrodynamik (QED efter engelska Quantum electrodynamics) av Richard Feynman som utgavs 1985.
| ” | People are always asking for the latest developments in the unification of this theory with that theory, and they don't give us a chance to tell them anything about what we know pretty well. They always want to know the things we don't know. — Richard Feynman | „ |